# 子どもの行動チェックリスト
子どもの行動チェックリスト（こどものこうどうチェックリスト、Child Behavior Checklist, CBCL）は、子供の問題行動を測定するために広く用いられている尺度であり、トーマス・M・アッケンバック (Thomas M. Achenbach) が開発したアッケンバック実証に基づく評価システムを構成するものの1つである。
回答者は、対象の子供をよく知っている親などの保護者である。別の尺度として、教師用（Teacher's Report Form, TRF）と自己評価用（Youth Self Report, YSR）がある。また、尺度は就学前後で分けられ、1歳半から5歳までが対象のCBCL1.5-5と、6歳から18歳までが対象のCBCL6-18の2種類がある。CBCLは子供の生活における感情的、行動的、社会的側面を測定するための重要な尺度であり、注意欠陥・多動性障害、反抗挑戦性障害、行為障害、小児うつ病、分離不安障害、小児期の恐怖症、社交不安障害、特定の恐怖症、その他小児期から青年期までの様々な行動と感情の問題の診断に用いられる。
チェックリストは子供の行動に関する項目で構成される（例：行動が年齢より幼すぎる）。回答はリッカート尺度で記録し、0=あてはまらない、1=やや又は時々あてはまる、2=よく又はしばしばあてはまる、とする。就学前のものは100項目、就学後のものは120項目である。
類似する項目は問題行動ごとにまとめられ（例：攻撃的行動）、その合計が下位尺度得点として求められる。いくつかの下位尺度についてはさらに合計し、内向尺度と外向尺度の得点となる。また、全項目の合計による総得点も得られる。各下位尺度および総得点について、表を用いることで正常域、境界域、臨床域のいずれかが示される。この区分は標準サンプルの分位数に基づくものである。